# Yamaha FZ1
Yamaha FZ1 – japoński motocykl typu naked bike produkowany przez firmę Yamaha od 2006 roku. Wersja z przednią owiewką nosi nazwę Yamaha FZ1 Fazer.
Na rynek północno-amerykański model FZ1 produkowany był już od roku 2001 jednakże był to w rzeczywistości model, który w Europie nazywał się FZS 1000 Fazer.

## Dane techniczne/osiągi
- Silnik: R4
- Pojemność silnika: 998 cm³
- Moc maksymalna: 150 KM/11000 obr./min
- Maksymalny moment obrotowy: 106 Nm/8000 obr./min
- Prędkość maksymalna: 252 km/h
- Przyspieszenie 0-100 km/h: 3,6 s

## Bibliografia

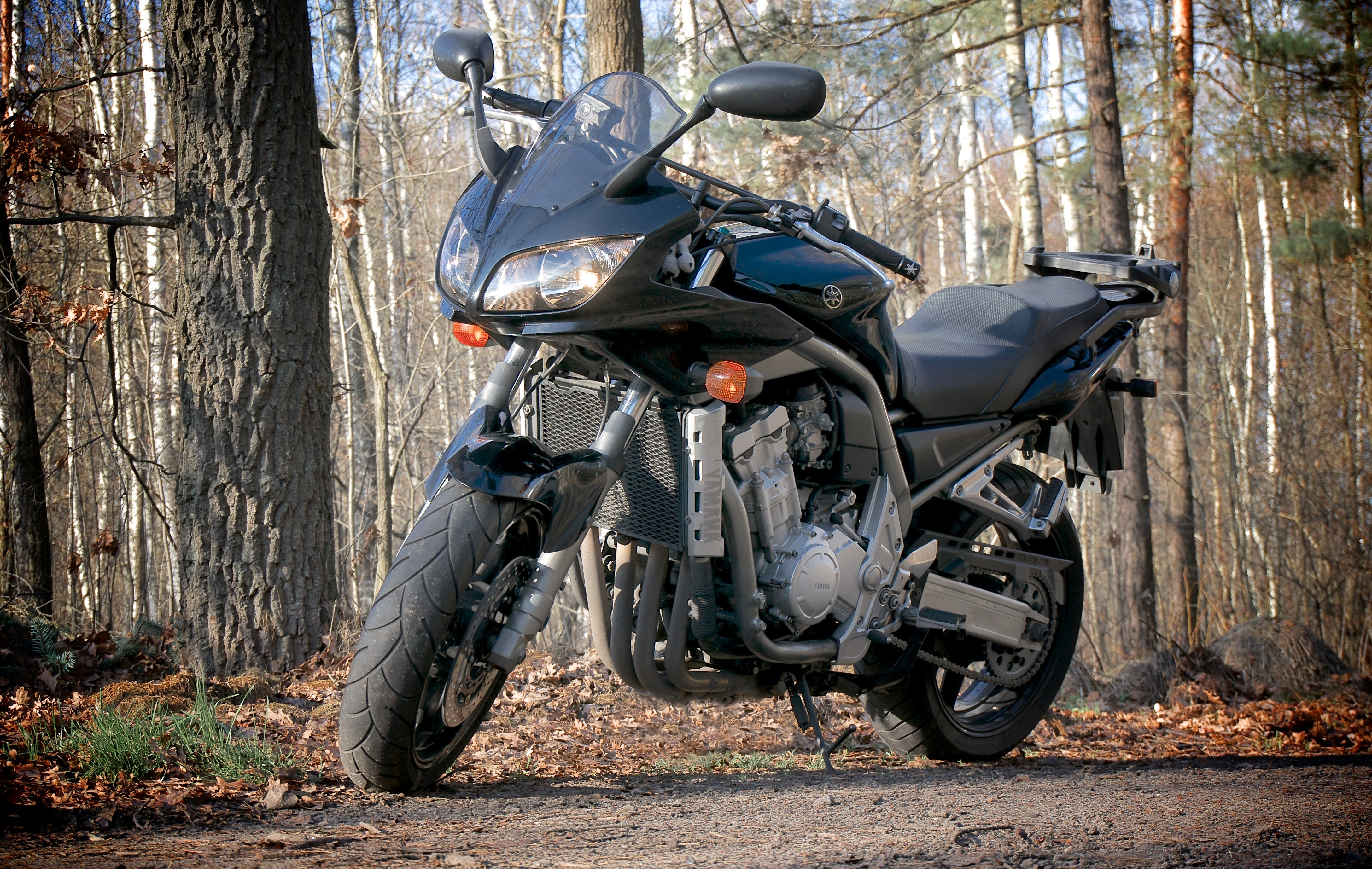
Yamaha FZS 1000S Fazer